# The Honor of Thieves
The Honor of Thieves er en amerikansk stumfilm fra 1909 af D. W. Griffith.

## Medvirkende
- Florence Lawrence som Rachel Einstein
- Harry Solter som Mr. Einstein
- George Gebhardt
- Anita Hendrie
- Arthur V. Johnson